# 3550 Link
3550 Link (1981 YS) là một tiểu hành tinh vành đai chính được phát hiện ngày 20 tháng 12 năm 1981 bởi A. Mrkos ở Klet.